# Кримора (Вірджинія)
Кримора (англ. Crimora) — переписна місцевість (CDP) в США, в окрузі Огаста штату Вірджинія. Населення — 2219 осіб (2020).

## Географія
Кримора розташована за координатами 38°9′44″ пн. ш. 78°50′40″ зх. д. / 38.16222° пн. ш. 78.84444° зх. д. (38.162170, -78.844393).  За даними Бюро перепису населення США в 2010 році переписна місцевість мала площу 7,87 км², з яких 7,85 км² — суходіл та 0,02 км² — водойми.

## Демографія
Згідно з переписом 2010 року, у переписній місцевості мешкало 2209 осіб у 878 домогосподарствах у складі 617 родин. Густота населення становила 281 особа/км².  Було 920 помешкань (117/км²).
Расовий склад населення:
| - 95,2 % — білих - 2,4 % — чорних або афроамериканців - 0,5 % — корінних американців - 0,2 % — азіатів |

До двох чи більше рас належало 1,4 %. Частка іспаномовних становила 1,4 % від усіх жителів.
За віковим діапазоном населення розподілялося таким чином: 22,6 % — особи молодші 18 років, 62,0 % — особи у віці 18—64 років, 15,4 % — особи у віці 65 років та старші. Медіана віку мешканця становила 40,9 року. На 100 осіб жіночої статі у переписній місцевості припадало 99,4 чоловіків;  на 100 жінок у віці від 18 років та старших — 95,8 чоловіків також старших 18 років.
Середній дохід на одне домашнє господарство  становив 54 767 доларів США (медіана — 46 318), а середній дохід на одну сім'ю — 57 032 долари (медіана — 47 803). Медіана доходів становила 34 661 долар для чоловіків та 38 450 доларів для жінок. За межею бідності перебувало 13,5 % осіб, у тому числі 28,2 % дітей у віці до 18 років та 0,0 % осіб у віці 65 років та старших.
Цивільне працевлаштоване населення становило 958 осіб. Основні галузі зайнятості: виробництво — 18,3 %, освіта, охорона здоров'я та соціальна допомога — 18,0 %, транспорт — 13,2 %, роздрібна торгівля — 10,9 %.